# جوزيف دو فيليل
 جان باتيست جوزيف دو فيليل (بالفرنسية: Jean-Baptiste de Villèle)‏ (14 نيسان 1773 ـ 13 آذار 1854) : عسكري وسياسي فرنسي.

## حياته
ولد بتاريخ 14 نيسان 1773 في تولوز، لعائلة حازت على لفب النبالة في القرن السابع عشر. انتسب دو فيليل إلى المدرسة البحرية في مدينة أليس عام 1788، وشارك في المعارك البحرية ضد إنكلترا في المحيط الهندي. باعتباره ضابطاً في البحرية الملكية كان خارج فرنسا أثناء قيام الثورة الفرنسية. ونظراً لعدائه للثورة سجن بعد عودته من أيار إلى تشرين الأول 1794. بعد خروجه من السجن ذهب إلى جزيرة بوربون (ريونيون) واستقر فيها، حيث امتلك قطعة أرض متواضعة، إلا أنه ما لبث أن كون ثروة من زراعة القهوة. عارض في تلك الأثناء إلغاء نظام الرق.
تزوج من بارب ميلاني ابنة هنري دوباسان، أحد المستعمرين الأثرياء في جزيرة بوربون. وزرق منها بخمسة أبناء. حاز دو فيليل على لقب كونت عام 1821.

## روابط خارجية
- جوزيف دو فيليل على موقع الموسوعة البريطانية (الإنجليزية)